# Кальянова, Елена Павловна
Елена Павловна Кальянова (в девичестве Белова; род. 25 июля 1965, Магнитогорск, Челябинская область) — советская и российская биатлонистка, двукратный бронзовый призёр Олимпийских игр 1992 года. Заслуженный мастер спорта СССР.

## Биография
В детстве занималась гимнастикой, акробатикой, плаванием, фигурным катанием, лыжами.
После окончания школы поступила в Магнитогорский педагогический институт, где стала обучаться профессии учителя иностранного языка.
В 1985 году, после смерти матери, начала заниматься биатлоном.
На свой первый чемпионат мира в 1990 году Белова поехала в качестве запасной, где параллельно являлась переводчиком сборной. Дебют на международных соревнованиях состоялся в 1990 году на этапе Кубка мира в Лахти, где она заняла второе и третье места. В 1991 году стала чемпионкой мира в эстафете 3х7,5 км.
На Олимпийских играх 1992 года в Альбервиле завоевала две бронзовые медали.
Карьеру закончила в 1994 году.
Работала администратором отеля. С 2005 года работала в АНО «ХК „Металлург“».
С 2007 года работала начальником управления спорта администрации города Магнитогорска. С 2014 года работает заместителем министра спорта Оренбургской области.
Владеет английским и немецким языками. Обладатель звания «Почётный гражданин Магнитогорска» (2004).
Муж — тренер по биатлону Иван Федорович Кальянов, дочь — Валерия.